# 中國黃金國際

中國黃金國際資源有限公司（港交所：2099；TSX：CGG）是中國黃金集團公司旗下公司，主要從事黃金及其它有色金屬生產。
中國黃金國際前身是金山礦業有限公司，於2000年5月成立。並於2006年10月6日在加拿大多倫多證券交易所上市。2008年5月，中國黃金集團入股中國黃金國際，並在2009年易名為中國黃金國際。
2010年，中國黃金國際在香港進行公開招股，招股價介於37.21至44.96港元，集資最多24.13億港元。
中國黃金國際擁有兩座大型金礦和銅金礦山，包括長山壕礦和西藏甲瑪礦區。

## 外部連結
- 中國黃金國際公司網站
- 中國黃金國際招股章程